# SN 1996T
SN 1996T – supernowa typu Ia odkryta 15 marca 1996 roku w galaktyce A100527-0727. W momencie odkrycia miała maksymalną jasność 21,00m.